# NGC 258
NGC 258 (również PGC 2829) – galaktyka spiralna (Sb), znajdująca się w gwiazdozbiorze Andromedy. Odkrył ją 22 grudnia 1848 roku George Stoney – asystent Williama Parsonsa.